# Матеус Шийстл
Матеус Шийстл (на немски: Matthäus Schiestl)), роден на 27 май 1869 в Гнигл (Залцбург) и починал на 30 януари 1939 г. в Мюнхен е германски художник. Създал е многобройни олтарни картини и стенописи. През 1912 получава титлата „професор“. Матуес Шийстл, както и двамата му братя е бил член на художественото обединение „Хетцфелдер фльосерцунфт“ / Hetzfelder Flößerzunft/

## Семейство
Матеус Шийстл е роден в Гангл, предградие на Залцбург. Бащата Матеус Шийстл, Старши, е дърворезбар от долината край река Цилер / Zillertal/, а майката произхожда от Лангенкампфен в долната част на долината на река Инн/ Unterinntal/. Няколко години след раждането на Матеус, семейството се мести в Вюрцбург, но Матеус винаги е разглеждал Тирол като своята истинска родина. Винаги го е влечало назад, към долината на река Цилер. 1889 той пише в скицника си:
Познаваш ли долината,
потънала в зеленина алпийска,
Където вечер глетчерите багрят се в червено,
И там долу Гийзбах разпенена шуми,
А пътникът ослушва се за дивите кози,
Където небето – синьо, ясно,
Поглед свело е към долината?

## Вюрцбург
Вюрцбург има основополагащо значение за изграждането на света от теми и форми на Шийстл. Първото му училище е на „Лузамгертхен“, скоро той коленичи като министрант пред олтарите в катедралите и съзерцава украсата им и величествените гробници на епископите в града. Особено любими му стават в криптата на църквата „Ноймюнстер“ тримата светци на Франкония Килиан, Колонат и Тотнан, /творби на Тилман Рименшнайдер/.
В същата църква художникът вижда образа на Мадоната на същия автор, чиято майчинска нежност и тиха печал отново и отново се появяват и в неговите картини. Най-много от всичко обаче той обича двете картини върху дърво, които изобразяват Раждането на Христос и Поклонението на влъхвите.
След училище Матеус отива в работилницата на баща си, където изучава изкуството. Бащата, макар и без академическо образование, бил високо надарен, амбициозен, мъж, който обича работата си и из под чиито ръце излизат няколко олтарни или разпятия за църквите във Франкония. Матеус Шийстл, Старши, бил оригинална фигура, познат в целия град, а според думите на сина му: бил прекалено добър за този свят. Синът бил много привързан към баща си и всъщност наследява от него простотата, топлата задушевност и оригиналния начин на изобразяване.
В работилницата на бащата не само се резбова, но фигурите и релефите се боядисват и позлатяват. Копнежът на Матеус е да стане художник. Първоначално той използва свободните си часове да рисува с молив и бои. Първите творби, които проучва са илюстрациите на Дюрер и скиците на художника от долината на Цилер, Векселбергер.
Матеус обича да се разхожда в неделните следобеди из околността. Скицник след скицник се пълнят с живописни пейзажи и кътчета, селски черквички, кули, порти и мостове. Мяркат се фигури на занаятчийски калфи, на селяни, на стари Хора и деца. И отново и отново повтарящите се: крайпътни кръстове, крайпътни указателни табели за църквички, картуши, гербове, епископи и рицари. Все още собствените идеи са малко, поради липса на опит, образците се търсят при „старите майстори“.

## Влияния
През онези дни Вюрцбург не притежава голяма галерия, но в Университетската сбирка, в Историческия музей и в църквите има додстатъчно неща за гледане и проучване, особено, след като брат му Хайнц открива в колекцията от гравюри майстора Дюрер. По това време в града пристига и художникът Франц Платнер и създава голямата си фреска в църквата „Свети Архангел Михаил“ /Michaelskirche/. Той скоро се сприятелява със своите земляци и вечер се отбива за малко при семейство Шийстл. Това е първият истински художник, с когото се запознава Матеус. Платнер е следвал много години в Рим, бил е ученик на Петер фон Корнелиус и приятел на Йохан Фридрих Овербек, Йозеф фон Фюрлих и други назарени. Когато Платнер говори с въодушевление за Рим и големите майстори, тримата братя Шийстл слушат със страхопочитание и желание да станат едни от тях. Но когато той накрая ги съветва да проучват Фюрлих вместо Старите майстори, те не му вярват докрай и остават верни на именно на тези Стари майстори.
През 1889 Матеус изготвя винетките за украса на Празничната хроника по случай 1200-годишния юбилей на Св. Килиан. Винетките са направени умело.
От това време е и неговия релеф а „Благовещение“ в църквата в Бурггрумбах, който е свободно копие по картината на Тилман Рименшнайдер за олтара на църквата „Херготскирхе“ в Креглинген.
Братята Шийстл обичат еднодневните разходки, при които могат да се възхитят на някой олтар с картина на Рименшнайдер. Посещават Таубербишофсхайм, където все още висели по онова време картините на Матиас Грюневалд „Носене на кръста“ и „Разпъването на Христос“. Истинският приятел и учител остава обаче Шонгауер, с когото имат и сходно развитие – от непохватността и зависимостта от работилницата до голямото майсторство и меката красота. Матеус иска да е нещо повече от копиращ занаятчия, той иска да стане художник, за да може да изразява собствените си мисли. Това обаче бащината работилница и Вюрцбург не могат да му дадат.

## Мюнхенски период
През есента на 1893 г. Шийстл пристига в Мюнхен. Скоро намира жилище, но още не е достигнал възрастта за постъпване в Академията, затова се залавя с копиране на любимите си стари майстори в Старата Пинакотека. Особено голяма помощ му оказват младите творци от Съюза „Албрехт Дюрер“, които са по-млади от него, но по-зрели по познания и умения.
Около Великден на 1894 г. той най-после е приет в Академията и посещава до лятото на следващата година класа на професор Вилхелм фон Дийц. Професорът не се задоволява лесно и Шийст не може да се похвали там с много успехи. Въпреки че Шийстл притежава рисувачески умения и има идеал, все още му липсва самостоятелният художествен изказ. Половин година след постъпването си в Академията Шийстл е забравил старото, но и новото не е усвоено напълно. Най-вероятно художникът преживява тежко този период.
След преминаване на лятото, което той е посветил на резбоването и на печеленето на средства, той не се връща в Академията

## Инсбрук
През август умира майка му и Матеус взема решение да постъпи като рисувач в Тиролската Работилница по стъкло в Инсбрук. С натежало Сърдце се сбогува с Мюнхен, но го крепи мисълта за любимия Тирол.
След пристигането започват седмици на упорита работа. Рядко прави собствени работи, но това е период на събиране на идеи, напр. за картините му с пейзажи от Алпите и с отшелници, а също и пламва Любовьта към стъклописта.

## Отново в Мюнхен
Завръщайки се в Мюнхен, Матеус посещава през тази и през следващата година класа на проф. Дийц и започва да се откроява повече със своето своеобразие. Продължават посещенията в Старата Пинакотека, защото Шийстл има усещането, че графичната сбирка отговаря най-много на душевното му предразположение.
В този период особено силно е влиянието на брат му Рудолф, който посещава след Коледа на 1896 г. също Академията. Двамата братя избират сходни сюжети и изразни форми. Те живеят и работят в малко ателие на ул. Габелсбергерщрасе. Живеят скромно, но щастливо, като някои от идеите, които бегло са били скицирани тогава, биват разработени през последните години на Живота им. В този период не липсват и успехи: На Коледния конкурс на Мюнхенската академия през 1897 Матеус получава сребърен медал за картината си „Пастирите виждат Благата вест“, а на следващата година печели първа награда с картината „Поклонението на тримата влъхви“.
Междувременно Матеус постъпва в майсторския клас на директора на Академията Лудвиг фон Льофтц, където той и приятелят му, графикът Хайнрих Айкман, са единствените ученици. Професорът проявява разбиране към стила на Шийстл и когато събота влиза в ателието настоява единствено за реалистично предаване на Природата, но във всичко останало му предоставя пълна свобода. Обръща му внимание, че използва прекалено много багри в картините си и смята, че в една добра картина не трябва да има повече от три цвята.

## Стил
Картините от този период показват, че Шийстл бързо надраства обучението в Академията и става самостоятелен. Последно събиране на силите и през зимата на 1900 г. изведнъж те избухват в картините „Планинският Дух“, „Христофорус“, „Отшелникът“, „Ервин фон щайнбах“, „Улрих фон Лихтенщайн“, „Смъртьта и странникът“ и „Поклонението на влъхвите“ и превръщат Матуеус Шийстл с един замах в майстор на немското народностно изкуство и на литографията. Това е същият свят, който е населявал скицниците му от преди следването, но благодарение на Академията той може да го изрази силно и свободно, а изследването на Природата остава и за в бъдеще основата на неговото изкуство.
Всичко това е свързано с цялостното развитие на художника – от дървената пластика към живописта, от литографията към картината върху дърво, от сериозното към детското и веселото. Във всяка картина се долавя нещо от свежестта и здравето на планините, в които той прекарва много време с брат си Рудолф, както и обаче и нещо от мекотата и веселието на долината на река Майн. Матеус води години наред затворен Живот, самотата му е необходима. Жилището му се намира в покрайнините на Мюнхен, съвсем близо до Английската градина. Когато през 1912 г. го избират за професор, той се радва, но в навиците му не се променя нищо. Шийстл живее доста скромно. В миналото е усещал липсата на пари, а днес те не са му необходими. Той дори отчасти сам се грижи за домакинството.
От време на време обаче треската за пътуване го обхваща и го извежда от самотата му. Матеус Шийстл преброжда не само Германия, но и Англия, Холандия, Белгия, Франция, като някои и по няколко пъти. Седем пъти посещава Италия. Пешеходното преминаване на Апенините, което прави с брат си Рудолф за един Великден е един от най-хубавите му спомени. През 1905 той минава през Виена, София, Истанбул до Светите земи и дори до Египет.
До заминаването си от този свят на 30 януари 1935 г. Матеус Шийстл живее в Мюнхен.

## Картини
- Край извора
- Селяни на път към яслите Христови
- Планинска църквица
- Рождение Христово
- Христос се роди
- Младенеца в гората
- Кралят на оградата
- Бягството в Египет
- Светото семейство
- Изворът
- Поклонникът
- Селце в Юра
- Еделвайс
- Самота, писателят в гората
- Влизане в Йерусалим
- Странстващ ученик край водата
- Тримата влъхви
- Бъдни вечер
- Бездомно семейство в Италия
- В самотата на гората
- Деца се молят край яслите Христови
- Църква
- Църквица във Франкия
- Разпъването на Христос
- Мария с младенеца пред един параклис
- Момиче със своя Ангел-хранител
- Мъж с цигулка
- Матилда
- Майка и дете
- Молещият се св. Вендалинус
- В неделя, майка и дете
- Тиролски пейзаж
- Благовещение
- Предпролетна картина с момче
- Горски параклис
- Коледа, Христос се роди
- Зимна приказка,
- Дете в снега